# Station touristique Stoneham
Pour les articles homonymes, voir Stoneham (homonymie).
La station touristique Stoneham est une station de ski située à Stoneham-et-Tewkesbury, au Québec (Canada). Possédant une dénivellation de 345 m, les activités de la station sont réparties sur trois sommets disposés en forme de demi-cercle, dont le plus haut culmine à 593 m. Avec Le Relais, elle est l'une des deux stations situées immédiatement au nord de la ville de Québec, accessible via l'autoroute 73.

## Historique

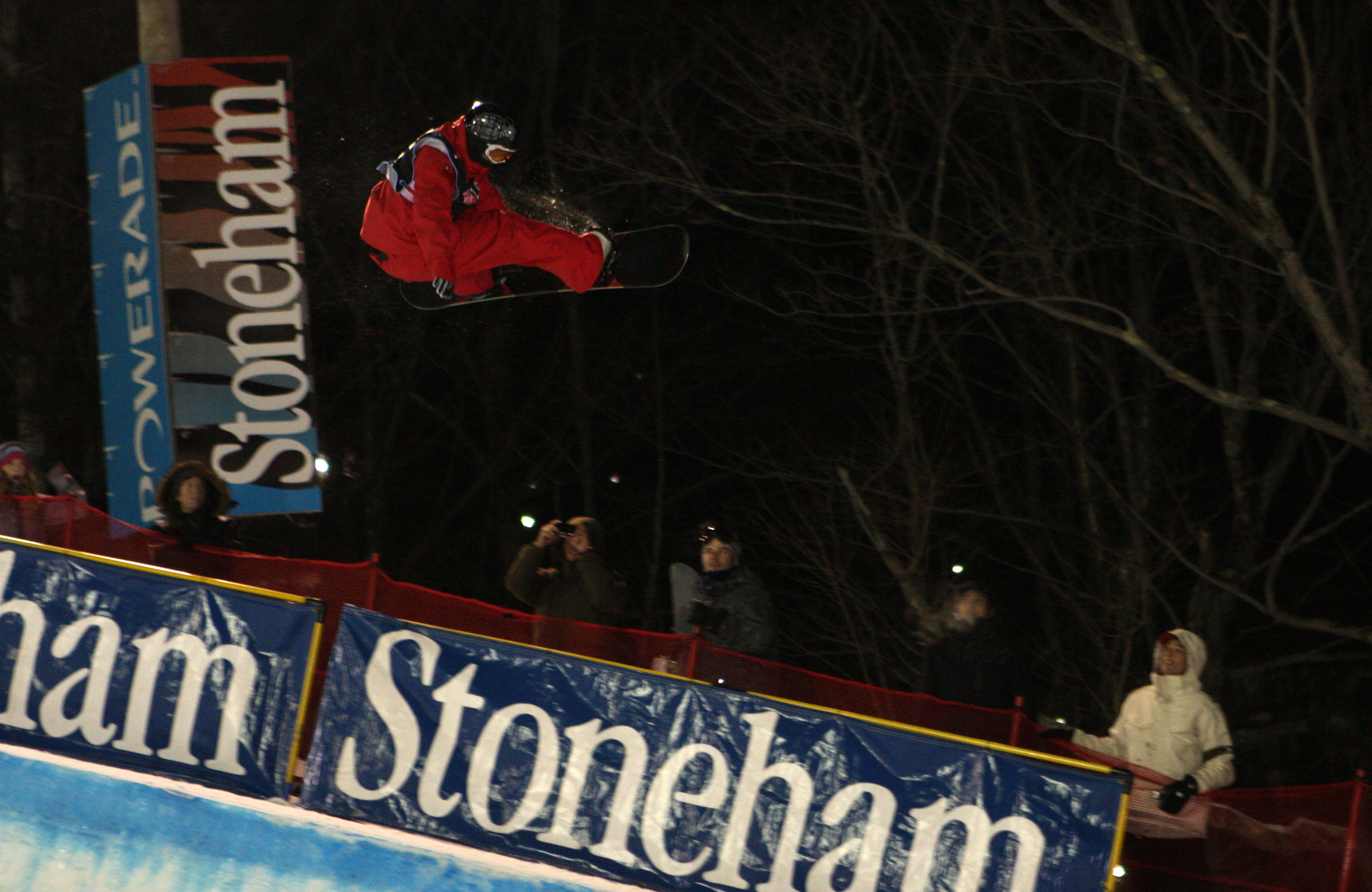

Le premier développement d'un centre de ski à cet endroit date du début des années 1960. En 1979 la station est achetée par l'homme d'affaires Marc Blondeau, propriétaire d'une manufacture de chaussures. Il développe des infrastructures d'accueil, de commerce et d'habitation (hôtel et condominiums). En 1998 le centre de ski devient la propriété de l'entreprise Resorts of the Canadian Rockies, également propriétaire du Mont-Sainte-Anne.
La station reçoit la Coupe du monde de ski acrobatique pour la première fois en 1984. En 1993, elle présente deux épreuves de la Coupe du monde de ski alpin (slalom et slalom géant). Elle accueille régulièrement les compétitions de la Coupe du monde de snowboard.
Dans la candidature de Québec pour les Jeux olympiques d'hiver de 2002, la station devait recevoir des épreuves de ski alpin.

## Domaine skiable
L'altitude de la station est de 593 mètres au sommet et de 248 mètres à la base. La dénivellation maximale est de 345 mètres. La surface skiable est de 135,8 hectares. 43 pistes sont ouvertes en journée, tandis que 19 sont éclairées la nuit. La Randonnée est la plus longue piste (3,2 km). La station possède un enneigement naturel de 430 cm. 86 % du domaine skiable est enneigé mécaniquement. 
- Facile - 8 pistes (19 %)
- Difficile - 11 pistes (26 %)
- Très difficile - 17 pistes (39 %)
- Extrême - 6 pistes et un parc à neige (16 %)
- Deux montées de randonnée alpine

### Infrastructures
Parmi les parcs à neige qu'on y retrouve :
- Demi-lune olympique
- Parc XL 418 : sauts divers, nécessitant une carte d'accès spéciale
- Parc Intermédiaire : modules et sauts intermédiaires (piste 9)
- Parc Intro : modules et sauts débutants (piste 4C)

## Compétitions
Stoneham a reçu des épreuves des coupes du monde de ski suivantes :
- Coupe du monde de snowboard : mars 2008, février 2009, janvier 2010, février 2011, février 2012, janvier 2014, février 2015
- Coupe du monde de ski alpin : décembre 1993
- Coupe du monde de ski acrobatique : janvier 1984, février 2017